# Sherrill (Iowa)
Sherrill é uma cidade localizada no estado americano de Iowa, no Condado de Dubuque.

## Demografia
Segundo o censo americano de 2000, a sua população era de 186 habitantes.
Em 2006, foi estimada uma população de 180, um decréscimo de 6 (-3.2%).

## Geografia
De acordo com o United States Census Bureau tem uma área de
0,3 km², dos quais 0,3 km² cobertos por terra e 0,0 km² cobertos por água. Sherrill localiza-se a aproximadamente 287 m acima do nível do mar.

## Localidades na vizinhança
O diagrama seguinte representa as localidades num raio de 12 km ao redor de Sherrill.